# Río Lagartos (község)
Río Lagartos község Mexikó Yucatán államának északkeleti részén. 2010-ben lakossága kb. 3400 fő volt, ebből mintegy 2200-an laktak a községközpontban, Río Lagartosban, a többi 1200 lakos a község területén található 27 kisebb településen élt.

## Fekvése
Az állam északkeleti részén, a Mexikói-öböl partján fekvő község teljes területe a tenger szintje felett legfeljebb 10 méterrel elterülő síkvidék. Az éves csapadékmennyiség 500 és 1000  mm körül van (a tengerparttól délre haladva fokozatosan növekszik), de a községnek vízfolyásai nincsenek. Északon néhány hosszú, a parttal párhuzamos tengeröböl terül el, ezek partvidékeit mangroveerdők és nádasok borítják, de jelentős (több mint 10%) a község területéből a növényzettel nem borított rész is. A többi részt főként rétek, legelők borítják.

## Népesség
A község lakóinak száma a közelmúltban gyorsan növekedett, a változásokat szemlélteti az alábbi táblázat:
| Év   | Lakosság |
| ---- | -------- |
| 1990 | 2626     |
| 1995 | 2843     |
| 2000 | 3061     |
| 2005 | 3272     |
| 2010 | 3438     |

## Települései
A községben 2010-ben 28 lakott helyet tartottak nyilván, de kettő kivételével mind igen kicsi: 26 településen 10-nél is kevesebben éltek. A két nagyobb helység:
| Település                    | Lakosság (2010) |
| ---------------------------- | --------------- |
| Río Lagartos (községközpont) | 2218            |
| Las Coloradas                | 1151            |